# Hans Sachs

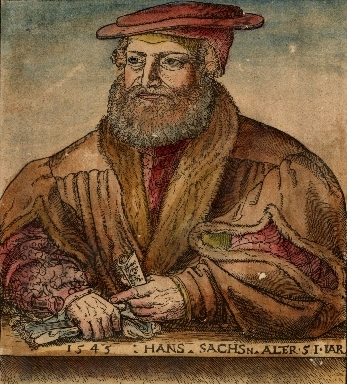
Hans Sachs, Holzschnitt von Michael Ostendorfer (1545)

Hans Sachs (* 5. November 1494 in Nürnberg; † 19. Januar 1576 ebenda) war ein deutscher Schuhmacher, Spruchdichter, Meistersinger und Dramatiker.

## Biografie

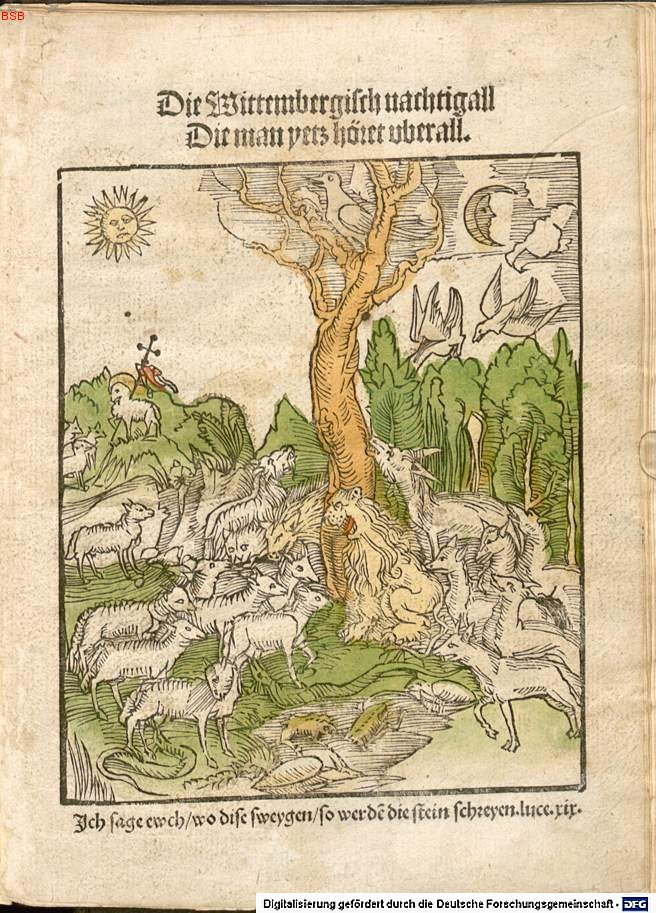
Die Wittembergisch Nachtigall, die man yetz höret uberall (1523)

Hans Sachs wurde am 5. November 1494 als Sohn des Schneidermeisters Jörg Sachs geboren. Nach dem Besuch einer Lateinschule absolvierte er von 1509 bis 1511 eine Schuhmacherlehre. Anschließend ging er, wie damals üblich, für fünf Jahre auf Gesellenwanderung. Während dieser Zeit diente er vorübergehend am Hof Kaiser Maximilians I. in Innsbruck und soll sich dort zum Studium des Meistersangs entschlossen haben. Daraufhin begann er im selben Jahr Unterricht bei Meister Lienhard Nunnenbeck in München zu nehmen. 1516 ließ sich Sachs dann endgültig in Nürnberg nieder, wurde 1520 Schuhmachermeister, aktives Zunftmitglied der Meistersinger und zeitweise deren Vorsitzender (um 1555).
Am 1. September 1519 heiratete er Kunigunde Creutzer (* 1502). Aus der Ehe gingen sieben Kinder hervor, die er jedoch alle überlebte. Nachdem Kunigunde 1560 gestorben war, heiratete er am 2. September 1561 die junge Witwe Barbara Harscher.
Schon früh stellte sich Sachs auf die Seite der Reformation und verbreitete die Lehre Martin Luthers, zum Beispiel mit seinem Gedicht Die Wittenbergisch Nachtigall (1523). Mit dieser volkstümlichen Darstellung der Lehren Luthers erlangte er ersten Ruhm. In der Folge produzierte Sachs mehr als 6000 Werke, viele davon in Knittelversen (Merkvers: „Der Hans Sachs, der war ein Schuh- / macher und Poet dazu“), und wurde zu einem der bekanntesten Dichter des 16. Jahrhunderts. Hans Sachs starb am 19. Januar 1576 und wurde auf dem Nürnberger Johannisfriedhof (in der Grabstätte St. Johannis I / 0503) bestattet.

## Zeitgenössische Bedeutung
Seine Bekanntheit bei den Zeitgenossen verdankte er vor allem seiner Tätigkeit als Meistersinger. Auch war Sachs schon zu seinen Lebzeiten ein gelesener und vor allem auch ein gespielter Autor.
Sachs selbst begann 1558 mit der Ausgabe der Nürnberger Folioausgabe seiner Werke und trug damit maßgeblich zur Verbreitung seiner Fastnachtsspiele, Schwänke, Dramen, Gedichte und Prosadialoge im Druck bei.
Neben diesen Werken wurde Hans Sachs auch weithin als Anhänger und Verfechter der Reformationsbewegung bekannt. So verfasste er vor allem in den Jahren von 1523 bis 1526 Reformationsdialoge und zeitkritische Flugschriften oder auch das Reformationslied Wach auf, dessen Originaltext Wagner in den Meistersingern vertonte. Dieses Engagement blieb nicht ohne negative Folgen für ihn. Durch die damalige Obrigkeit erhielt Sachs Schreibverbot und musste sich auf seine Tätigkeit als Schuhmacher beschränken. Doch fasste die Reformation schon bald Fuß in Nürnberg, das sich 1529 als protestantisch erklärte; die Beschränkung wurde aufgehoben und Hans Sachs daraufhin zum Volkshelden.
Seine 1568 gemeinsam mit dem Grafiker Jost Amman geschaffene Eygentliche Beschreibung aller Stände auff Erden markiert einen frühen Höhepunkt der Ständeliteratur. Mit einprägsamen und charakterisierenden Versen vertextete Sachs die bekannten Darstellungen von weltlichen, geistlichen und beruflichen Ständen entsprechend der damaligen Ständeordnung.

## Historische Bedeutung

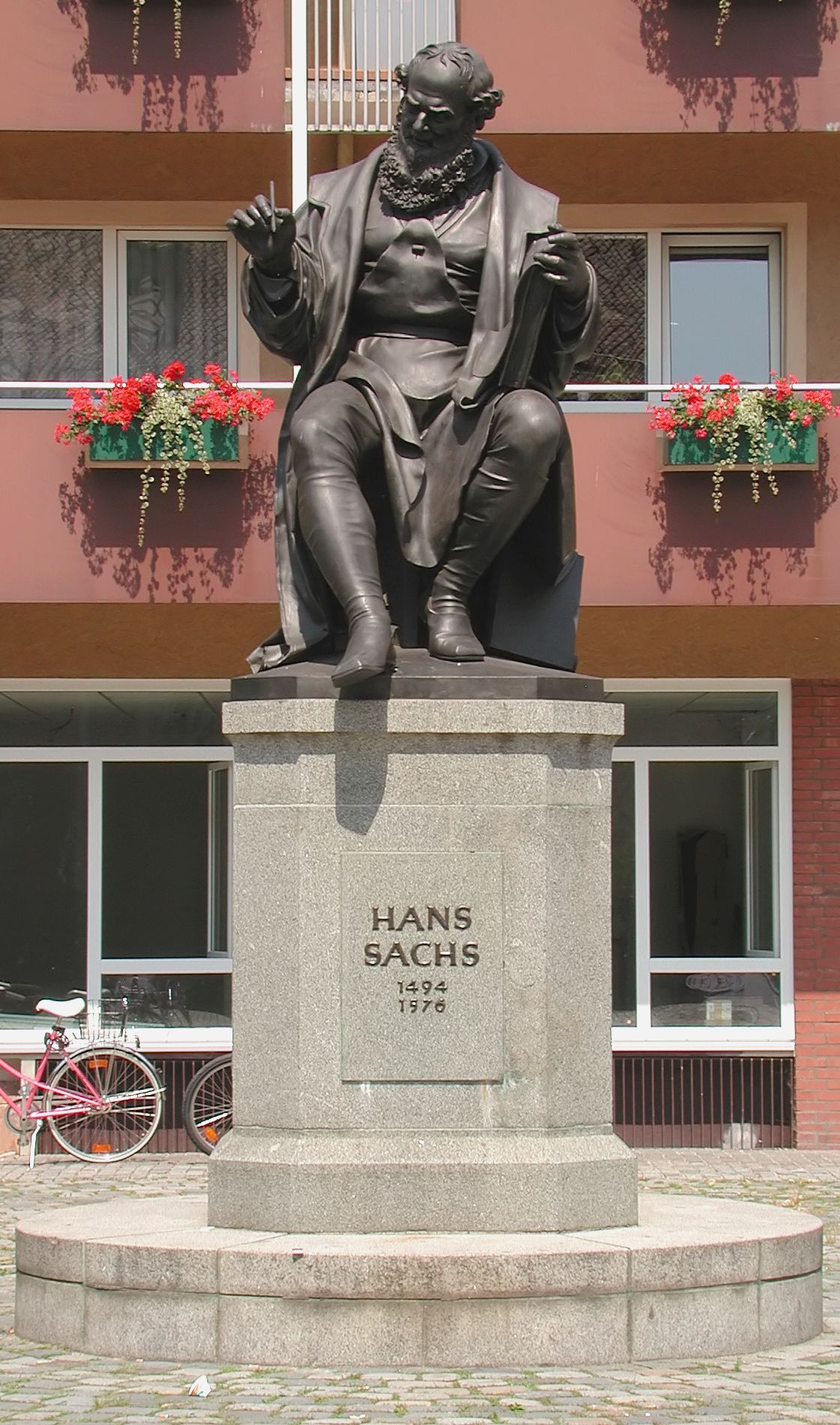
Hans-Sachs-Denkmal auf dem Nürnberger Hans-Sachs-Platz

Sachs’ Werk gilt als ein bedeutendes Zeugnis der reichsstädtischen bürgerlichen Kultur des 16. Jahrhunderts.
Hans Sachs wird als talentiertester und berühmtester der Meistersinger erachtet. Er ist auch der, über den am meisten bekannt ist. Die strengen Regeln und die handwerkliche Herangehensweise an die Dichtung der Meistersinger produzierte eine Art Dichtung, die bei späteren Generationen nicht allzu viel Anklang fand.
Die historische Bedeutung der Meistersingerbewegung liegt in der Tatsache, dass diese Bürger dazu anregte, Dichtung nur zum eigenen Vergnügen und dem der eigenen Verwandtschaft zu betreiben. Seine Fastnachtsspiele gelten als seine besten Werke und werden heute noch aufgeführt. Darin und in einigen anderen seiner Werke geht er über die Regeln eines echten Meistersangs hinaus.
Von den Kompositionen des Hans Sachs blieb vor allem die Silberweise (gedichtet und vertont 1512), erschienen in der Zwickauer Handschrift, in Erinnerung. Teile daraus werden auch in den Chorälen Wachet auf, ruft uns die Stimme und Ein feste Burg ist unser Gott zitiert.
Im 17. Jahrhundert geriet Sachs weitgehend in Vergessenheit. Umso bemerkenswerter ist seine mehrfache Erwähnung durch Grimmelshausen im Roman Der abenteuerliche Simplicissimus. Erst durch Goethe, Wieland, Lortzing (Oper Hans Sachs) und vor allem durch Richard Wagner, der Hans Sachs in seiner Oper Die Meistersinger von Nürnberg zu einer der Hauptfiguren machte, wurde er wiederentdeckt.

## Werke

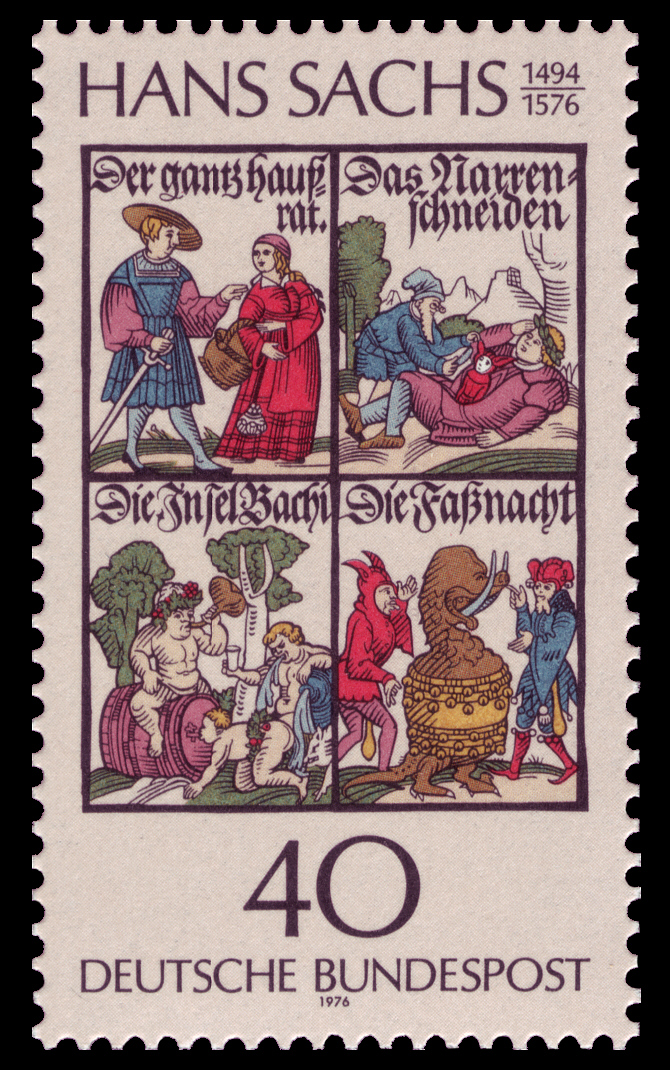
Sonderbriefmarke zum 400. Todestag (1976)

### Übersicht
Hans Sachs schrieb über 6000 Stücke unterschiedlicher Natur, davon mehr als 4000 Meistergesänge. Exakte Angaben variieren je nach Sekundärliteratur stark, hauptsächlich weil es nicht immer klar ist, ob es sich um ein Einzelwerk oder um eines in größerem Kontext handelt. Auch ist der Vergleich der Quellen schwer, da Werke durch verschiedene Autoren in verschiedene Kategorien eingeordnet werden.
Obwohl Sachs weiterhin als Schuhmacher arbeitete, blieb er dennoch künstlerisch produktiv. Der Beruf des Schuhmachers war nötig, weil Meistersinger, soweit bekannt ist, nicht für Geld schrieben oder sangen. Neben dem Meistersang beherrschte Sachs noch drei weitere literarische Gattungen: das Spruchgedicht in der Nachfolge von Hans Rosenplüt und Hans Folz, das Spiel und den Prosadialog.
Die in seinen zahlreichen Werken verarbeiteten Stoffe sind unterschiedlicher Natur. So sind seine Lieder fast zu gleichen Teilen geistlichen und weltlichen Inhalts; die Spruchgedichte haben geistliche, historische, politische und schwankhafte Inhalte. Oft bearbeitete er den gleichen Stoff in mehreren Gattungen.
Hervorzuheben unter Sachs’ Werken sind auch seine in der Nürnberger Tradition stehenden Schwänke und Fastnachtsspiele. In seinen Komödien und Tragödien greift er vor allem auf biblische, klassische und mittelalterliche zurück. Diese weisen, angepasst an die kleinbürgerliche Vorstellungswelt, meist einen lehrhaft-satirischen Charakter auf.
Um der städtischen Bevölkerung religiöse und weltliche Bildung nahezubringen, lässt Sachs im Prosadialog fiktive Personen die Probleme der Reformation und der richtigen Lebensführung diskutieren. Sachs ging es hier oft darum, die Interessen des Handel treibenden Bürgertums zu vertreten, indem er Frieden, Ordnung, Ehrbarkeit und Vernunft propagierte.
Die Meistersinger-Bände gehörten früher der Zwickauer Ratsschulbibliothek. Heute findet man den größten Teil des Nachlasses an Meistergesängen und Spruchgedichten im Stadtarchiv von Zwickau. Allein von den weltweit insgesamt noch zwanzig vorhandenen Bänden sind hier vierzehn Bände und das Generalregister vorhanden. Im Einzelnen sind dies zwei Quart- und sechs Foliobände Meistergesänge (MG 2, 3, 4, 5, 8, 12, 13 und 15), sechs Foliobände Spruchgedichte (SG 4, 11, 12, 13, 16 und 18) sowie Sachs’ Werkverzeichnis und sein Lebensrückblick Summa all meiner Gedichte.
Weitere wichtige Werke:
- Das Hofgesind der Venus (Fastnachtsspiel, 1517)
- Die Wittenbergisch Nachtigall (Gedicht, Nikolaus Widemar 1523)
- Dialoge (1524), Neuausgabe: Insel-Bücherei 579/2 (1976)
- Schlaraffenland (Schwank, 1530)
- Das Narrenschneiden (Fastnachtsspiel, 1534)
- Der schwangere Bauer (Fastnachtsspiele, 1544)
- Der Teufel mit dem alten Weib (Fastnachtsspiel, 1545)
- Von dem sterbenden reichen Menschen, Hekastus genannt (1549)
- Der fahrende Schüler im Paradeis (Fastnachtsspiel, 1550)
- Das Kälberbrüten (Fastnachtsspiel, 1551)
- Die ungleichen Kinder (Drama, 1553)
- Der Krämerskorb (Fastnachtsspiel, 1554)
- St. Peter mit der Geiß (Schwank, 1555)
- Tragedia mit 23 Personen von der strengen Lieb Herr Tristrant mit der schönen Königin Isalden (1561)
- Eygentliche Beschreibung Aller Stände auff Erden. Frankfurt am Main 1568, Online-Ausgabe der Sächsischen Landesbibliothek – Staats- und Universitätsbibliothek Dresden

### Gesamtausgabe
- Hans Sachs: Werke. Herausgegeben von Adelbert von Keller (ab Bd. 13: und Edmund Goetze). 26 Bände. Tübingen 1870–1909 (=Bibliothek des Litterarischen Vereins in Stuttgart). Digitalisate unter Wikisource: Adelbert von Keller. Nachdruck Hildesheim, New York 1964.
  - Dazu als Band 27: Alphabetischer Registerband. Herausgegeben von Roger H. Crockett. Hildesheim 1982, ISBN 978-3-487-07268-5.

### Weitere Ausgaben
- Hans Sachs: Fastnachtsspiele und Gedichte. Hrsg. von Reinhard Barth, mit einem Nachwort von Rudolf Mirbt, München 1988 (aus: Hans Sachsens ausgewählte Werke., Leipzig 1923).
- Hans Sachs: Meisterlieder, Spruchgedichte, Fastnachtsspiele. Hrsg. von Hartmut Kugler, Reclam, Stuttgart 2002.
- Fastnachtsspiele des 15. und 16. Jahrhunderts. Hrsg. von Dieter Wuttke, Reclam, Stuttgart 20067, S. 131–261.
- Hans Sachs, Jost Amman: Das Ständebuch. Hrsg. von Hans Blosen, Perærentzen und Harald Pors. 2 Bände. Aarhus 2009.

## Künstlerische Werke über Hans Sachs
- Goethes Gedicht Hans Sachsens poetische Sendung von 1776
- Hans Sachs, Schauspiel von Johann Ludwig Deinhardstein, 1827
- Hans Sachs, Oper von Albert Lortzing, 1840
- Die Meistersinger von Nürnberg, Oper von Richard Wagner, 1868
- Der Meister von Nürnberg, Stummfilm von Ludwig Berger mit Rudolf Rittner, 1927

## Denkmäler und Ehrungen
Denkmäler:

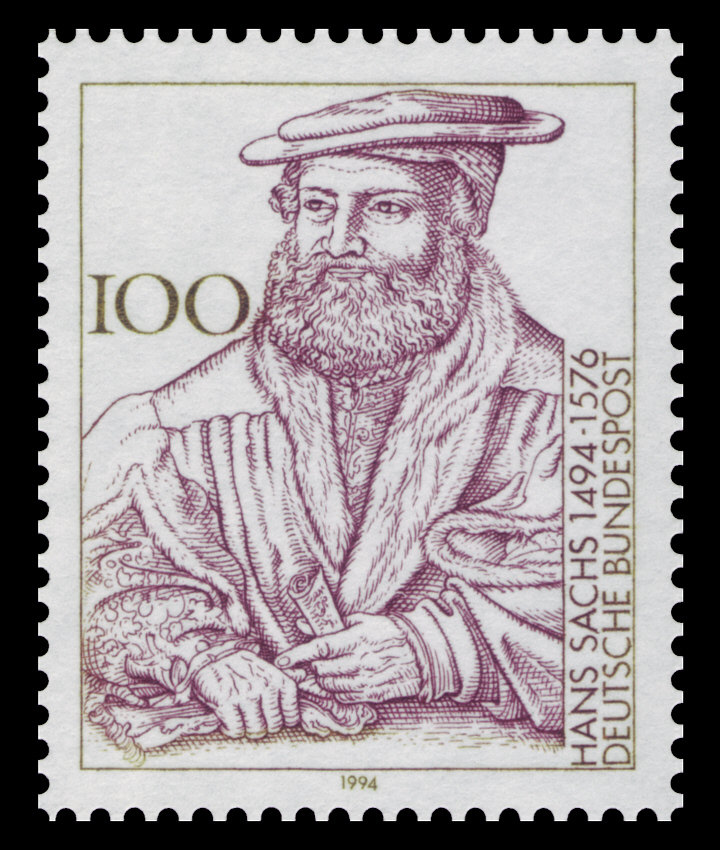
Sonderbriefmarke zum 500. Geburtstag (1994)

- Seine Büste fand Aufstellung in der Ruhmeshalle in München.
- In Nürnberg erinnern an Sachs das Hans-Sachs-Denkmal auf dem Hans-Sachs-Platz, geschaffen von dem Nürnberger Bildhauer Johann Konrad Krausser, die Hans-Sachs-Gasse sowie das Ehekarussell – ein Brunnen des Künstlers Jürgen Weber, dessen Motive auf Sachs’ Gedicht Das bittersüße eheliche Leben beruhen.
- Eine Hans-Sachs-Statue stand in Bremen am Ostertorsteinweg 38 und steht seit 1907 in der Wulwesstraße 11.
- 1913 wurde in Wels, wo er sich während seiner Gesellenwanderschaft aufhielt, eine Gedenktafel am Nordportal von Schloss Polheim angebracht.[10] Im benachbarten Thalheim bei Wels befindet sich seit 2003 ein Hans-Sachs-Brunnen.
- In Stuttgart sieht das unterlebensgroße Hans-Sachs-Sitzbild von der Fassade des Eckhauses an der Münzstraße auf den Marktplatz.

In Nürnberg wurde 1894 das Hans-Sachs-Fest durchgeführt und ein Gedenkblatt von dem Architekten und Maler Carl Hammer (1845–1897) als Farblithografie gestaltet.
Sachs ist Namensgeber des Hans-Sachs-Hauses, des Rat- und Bürgerhauses der Stadt Gelsenkirchen. Schulen in Nürnberg (Hans-Sachs-Gymnasium), Oberhausen, Winterbach in Bayern, Köln, Schwaz (Österreich) und vormals auch in Berlin (Hans-Sachs-Oberschule) tragen seinen Namen, außerdem mehrere Straßen in Deutschland und Österreich (siehe Hans-Sachs-Straße). Nach ihm benannt wurde auch eine in den 1860er Jahren gebaute bayerische Dampflokomotive der Gattung  B VI.
Der Hans-Sachs-Preis war ein von der Stadt Nürnberg in den 1970er Jahren zweimal verliehener Literaturpreis. Danach verhinderten Kürzungen des Kulturetats eine weitere Vergabe. Die beiden Preisträger waren 1975 Fitzgerald Kusz für den Einakter Feich und 1976 Franz Hohler für kurze Theaterstücke.

## Literatur

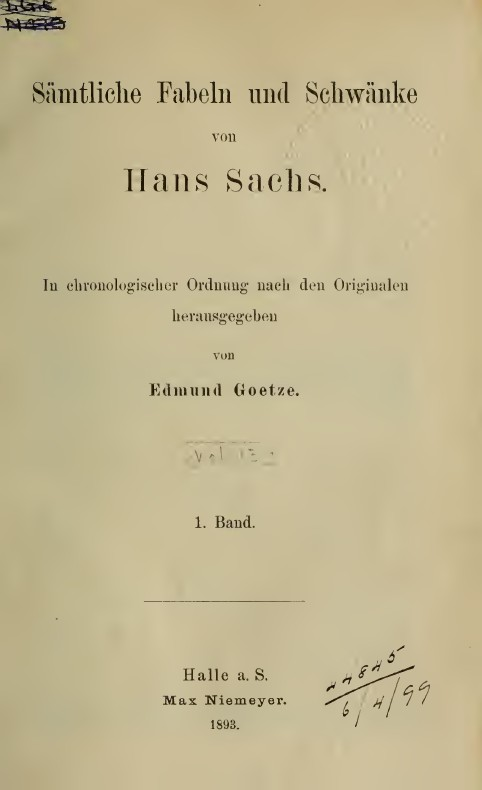
Sämtliche Fabeln und Schwänke. 1 (1893)

### Historische Forschung
- Salomon Ranisch: Historischkritische Lebensbeschreibung Hanns Sachsens ehemals berühmten Meistersängers zu Nürnberg, Altenburg 1765 online
- Johann Heinrich Haesslein: Hanns Sachsens sehr herrliche schöne und wahrhafte Gedicht, Fabeln und gute Schwenck. In einem Ausz. aus dem 1. Buch mit beygefügten Worterklärungen von Johann Heinrich Hässlein. Raspe, Nürnberg 1791, XXIV, 415 S.
- Wolfgang Adolf Gerle: Historien und gute Schwänke des Meister: Hanns Sachs. Hrsg. von Konrad Spät genannt Frühauf (d. i. Wolfgang Adolf Gerle). K. A. Hartleben, Pesth 1818, VI, 208 S.
- Die Volksdichter Hans Sachs und Johann Konrad Grübel im Zusammenhange mit der geschichtlichen Entwicklung der deutschen Poesie betrachtet. Zur Feier des 100-jährigen Geburtstags Grübels, den 3. Juni 1836. Riegel und Wiessner, Nürnberg 1836, 51 S.
- A. Bomback: Hans Sachs als dramatischer Dichter. Gymnasium und Realschule, Einladungsschrift zur Geburtstagsfeier für Wilhelm I. und zu den öffentlichen Prüfungen. Uhl, Rottweil 1847, 30 S.
- Johann Leonhard Hoffmann: Hans Sachs. Sein Leben und Wirken aus seinen Dichtungen nachgewiesen. Bauer und Raspe (Julius Merz), Nürnberg 1847. Digitalisat MDZ
- Edmund Goetze: Hans Sachs. Buchnersche Verlagsbuchhandlung, Bamberg 1890. Digitalisat MDZ
- Ernst Mummenhoff: Hans Sachs. Zum 400jährigen Geburtsjubiläum des Dichters. Nürnberg 1894, 141 S.
- Emil Weller: Der Volksdichter Hans Sachs und seine Dichtungen. Eine Bibliographie. Jacob Sichling, Nürnberg 1868.[12]
- Hanns Holzschuher: Hans Sachs in seiner Bedeutung für unsere Zeit. In: Die Literatur Bd. 31 hrsg. Georg Brandes, Marquardt (ca. 1900).

### Aktuelle Forschung
- Eckard Bernstein: Hans Sachs mit Selbstzeugnissen und Bilddokumenten. Reinbek bei Hamburg 1993, ISBN 3-499-50428-6.
- Gabi Posniak (Hrsg.): Hans Sachs, der Schuhmacher: 1494–1576. Sonderausstellung 18. September–31. Dezember 1994, Deutsches Ledermuseum, Deutsches Schuhmuseum, Offenbach am Main 1994.
- Wilhelm Richard Berger: Hans Sachs: Schuhmacher und Poet. Frankfurt am Main 1994.
- Eli Sobel: Luther and Hans Sachs. In: Gerhard Dünnhaupt (Hrsg.): The Martin Luther Quincentennial. Detroit 1985, S. 129–141.
- Geschichte Für Alle e. V. (Hrsg.): Hans Sachs und Nürnberg. Ein Stadtrundgang zum 500. Geburtstag 1994. Nürnberg 1994.
- Niklas Holzberg: Hans Sachs. Kohlhammer, Stuttgart 2020, ISBN 978-3-17-037749-3.

### Fiktionales
- Helmuth Maximilian Böttcher: In Nürnberg singen die Nachtigallen. Roman um Hans Sachs. Berlin 1959.
- Ann-Charlott Settgast:  Schuhmacher und Poet dazu. Roman um Hans Sachs. Schwerin 1954.
- Edmund Goetze: Sachs, Hans. In: Allgemeine Deutsche Biographie (ADB). Band 30, Duncker & Humblot, Leipzig 1890, S. 113–127.
- Johannes Rettelbach: Sachs Hans. In: Neue Deutsche Biographie (NDB). Band 22, Duncker & Humblot, Berlin 2005, ISBN 3-428-11203-2, S. 330–332 (Digitalisat).